# محوطه کینی رشکه
محوطه کینی رشکه در شهرستان بیجار، بخش مرکزی، دهستان خورخوره، ۱ کیلومتری جنوب روستای چوبی واقع شده و این اثر در تاریخ ۲۷ بهمن ۱۳۸۷ با شمارهٔ ثبت ۲۴۷۸۹ به‌عنوان یکی از آثار ملی ایران به ثبت رسیده است.